# 牧野志帆
牧野 志帆（まきの しほ、1985年10月20日 - ）は日本のタレント。愛知県出身。O型。趣味はお菓子作り、ライブ鑑賞、食べ歩き。特技は英語、スペイン語、早起き。

## 出演作品
雑誌
- 幻の美少女を探せ!（2001年）

テレビドラマ
- 中学生日記（2000年、NHK）

| スタブアイコン | サブスタブ | この項目は、まだ閲覧者の調べものの参照としては役立たない、俳優（男優・女優）に関連した書きかけの項目です。この項目を加筆・訂正などしてくださる協力者を求めています（P:映画/PJ芸能人）。 |